# Beatzarre

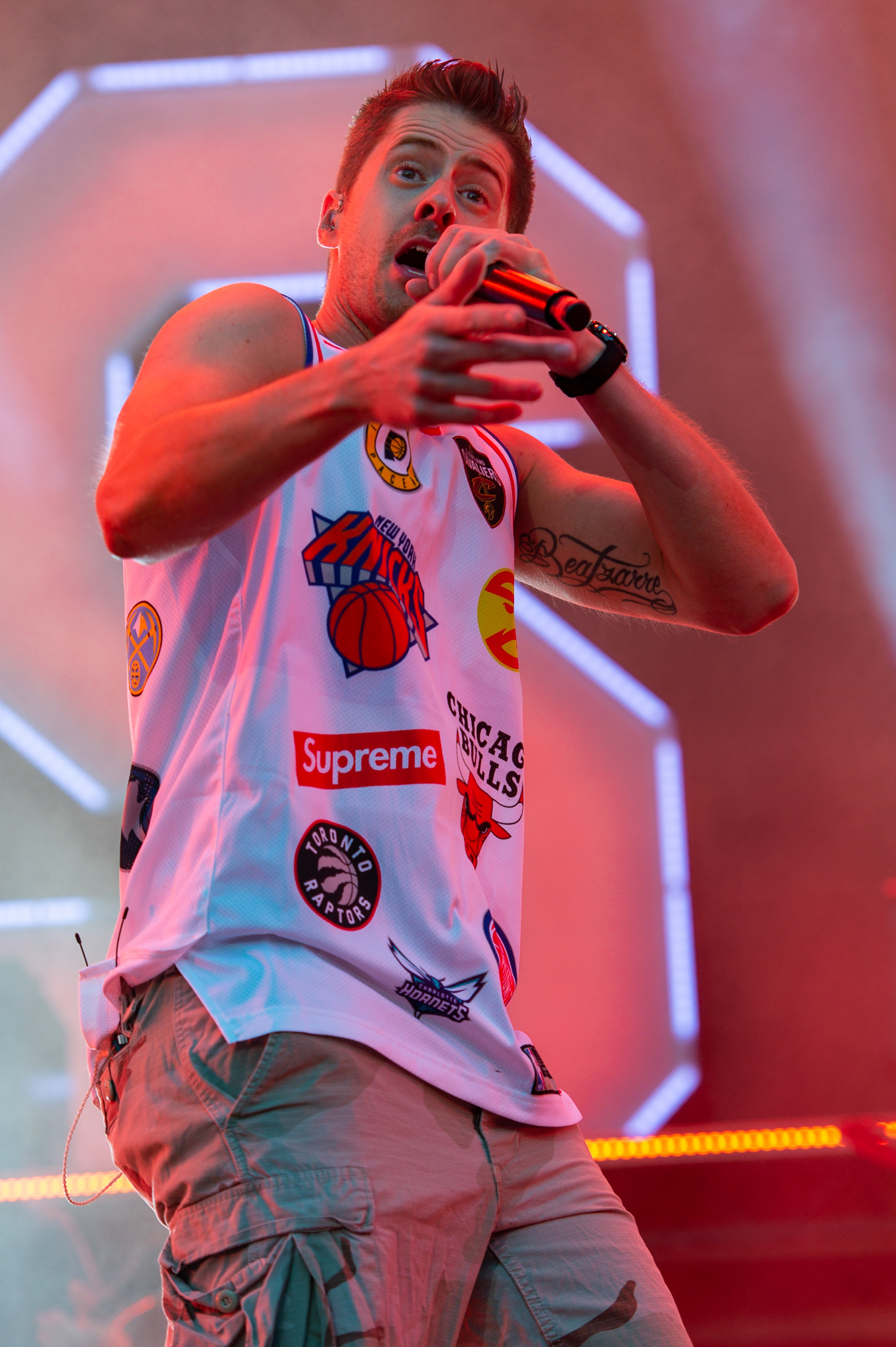
Beatzarre (2019)

Beatzarre (* 10. Oktober 1983 in Berlin; bürgerlich Vincent Stein) ist ein deutscher Musikproduzent, Sänger, Rapper, Songwriter und Fotograf. Er wurde sowohl als Musiker und Mitglied des Allround-Duos SDP als auch durch seine Tätigkeiten in der deutschen Hip-Hop-Szene als Produzent bekannt. Hierbei arbeitet er häufig mit dem Produzenten Djorkaeff zusammen.
Er ist nach Dieter Bohlen und den Produzenten The Cratez gemeinsam mit Djorkaeff der Musikproduzent mit den drittmeisten Nummer-eins-Hits in Deutschland.
Zudem ist er auf Platz drei in der Liste von Musikern mit den meisten durch den BVMI zertifizierten Tonträgerverkäufen.

## Leben und Karriere
Beatzarre begann Ende der 1990er-Jahre mit Rock und Punk zu experimentieren. Zu Hip-Hop kam er laut eigener Aussage erst durch sein Interesse an Crossover-Musik zwischen Rock und Hip-Hop, wie beispielsweise Rage Against the Machine. Zum ersten Mal trat Beatzarre 2004 als Produzent eines Remixes zum Song Geht’s dir schon besser des Popduos Ich + Ich in Erscheinung. Bald darauf produzierte er Lieder für den Rapper Prinz Pi und in den folgenden Jahren für verschiedene Rapper (z. B. Sera Finale, G-Hot, MC Basstard), vor allem aus dem Berliner Umfeld. Er arbeitet bereits seit seiner Anfangszeit mit der in der Szene bekannten Serie MPC von Akai (bspw. MPC 2000XL).
2009 wurde Beatzarre durch die Mitarbeit am Album Fler des gleichnamigen Rappers einer größeren Hörerschaft bekannt. Daraufhin folgten Produktionen für weitere bekannte Rapper wie Sido und Bushido sowie diverse nationale und internationale Pop-Produktionen.
Stein studierte Musik-, Erziehungs- und Kommunikationswissenschaften auf Magister, besitzt aber keinen Abschluss. Für die Universität hat Stein eine Feldstudie über die Vermittlung von Lehrinhalten durchgeführt. Dieses Forschungsprojekt heißt Rapucation, das Berliner Grundschulen besuchte und dort Rapsongs mit pädagogischem Hintergrund darbot. Rapucation ist Teil der Abschlussarbeit von Mad Maks 2007 am SAE Institute.
2014 produzierte und schrieb er für die DSDS-Teilnehmerin Aneta Sablik gemeinsam mit Djorkaeff, B-Case und Komponisten Oliver Pum ihren Siegersong The One. Eine Woche später stand der Track auf Platz eins der deutschen, österreichischen und schweizerischen Singlecharts.
Bekannt wurde er vor allem durch Produktionen für Rapper wie Capital Bra, Bushido, Sido, Fler, Cro und Samra sowie Mark Forster. Häufig arbeitet er mit dem Produzenten Djorkaeff zusammen.
Zudem ist er als Fotograf tätig und hat bereits für Künstler wie Capital Bra, Samra, Sido, Bushido, Clueso und Alligatoah offizielle Pressebilder geschossen.

## Diskografie

### Als Autor und Produzent
Soundtracks
| Jahr | Titel Musiklabel                                         | Anmerkungen                              |
| ---- | -------------------------------------------------------- | ---------------------------------------- |
| 2013 | Fack ju Göhte Polydor (UMG)                              | Erstveröffentlichung: 8. November 2013   |
| 2015 | 3 Türken und ein Baby Very Us Records (WVG)              | Erstveröffentlichung: 23. Januar 2015    |
| 2015 | Fack ju Göhte 2 Polydor (UMG)                            | Erstveröffentlichung: 11. September 2015 |
| 2015 | Macho Man Bavaria Sonor Records (BSR)                    | Erstveröffentlichung: 23. Oktober 2015   |
| 2017 | Mein Blind Date mit dem Leben Amboss Recordings (Amboss) | Erstveröffentlichung: 26. Januar 2017    |
| 2017 | Fack ju Göhte 3 Polydor (UMG)                            | Erstveröffentlichung: 17. November 2017  |

### Mit SDP
Studioalben

| Jahr | Titel Musiklabel                                                     | Höchstplatzierung, Gesamtwochen, AuszeichnungChartplatzierungen (Jahr, Titel, Musiklabel, Platzierungen, Wochen, Auszeichnungen, Anmerkungen) | Höchstplatzierung, Gesamtwochen, AuszeichnungChartplatzierungen (Jahr, Titel, Musiklabel, Platzierungen, Wochen, Auszeichnungen, Anmerkungen) | Höchstplatzierung, Gesamtwochen, AuszeichnungChartplatzierungen (Jahr, Titel, Musiklabel, Platzierungen, Wochen, Auszeichnungen, Anmerkungen) | Anmerkungen                                             |
| Jahr | Titel Musiklabel                                                     | DE | AT | CH | Anmerkungen                                             |
| ---- | -------------------------------------------------------------------- | --- | --- | --- | ------------------------------------------------------- |
| 2004 | Räuberpistolen Berliner Plattenbau (BP)                              | — | — | — | Erstveröffentlichung: 14. Juni 2004                     |
| 2006 | … nur Musik ist schöner. Berliner Plattenbau (RTA)                   | — | — | — | Erstveröffentlichung: 7. April 2006                     |
| 2008 | Die Rache des kleinen Mannes Berliner Plattenbau (SMD)               | — | — | — | Erstveröffentlichung: 25. Juli 2008                     |
| 2010 | Kontrastprogramm Berliner Plattenbau (SMD)                           | — | — | — | Erstveröffentlichung: 10. Dezember 2010                 |
| 2012 | Die bekannteste unbekannte Band der Welt Berliner Plattenbau (H’Art) | DE51 (1 Wo.)DE | — | — | Erstveröffentlichung: 19. Oktober 2012                  |
| 2014 | Bunte Rapublik Deutschpunk Berliner Plattenbau (SMD)                 | DE4 (3 Wo.)DE | AT56 (1 Wo.)AT | — | Erstveröffentlichung: 10. Januar 2014                   |
| 2015 | Zurück in die Zukunst Berliner Plattenbau (Chapter ONE)              | DE2 Gold · (17 Wo.)DE | AT43 (1 Wo.)AT | CH64 (1 Wo.)CH | Erstveröffentlichung: 22. Mai 2015 Verkäufe: + 100.000  |
| 2017 | Die bunte Seite der Macht Berliner Plattenbau (Chapter ONE)          | DE2 Gold · (34 Wo.)DE | AT5 (3 Wo.)AT | CH17 (2 Wo.)CH | Erstveröffentlichung: 10. März 2017 Verkäufe: + 100.000 |
| 2019 | Die unendlichste Geschichte Berliner Plattenbau (Chapter ONE)        | DE1 (27 Wo.)DE | AT4 (3 Wo.)AT | CH14 (2 Wo.)CH | Erstveröffentlichung: 1. März 2019                      |
| 2022 | Ein gutes schlechtes Vorbild Berliner Plattenbau (Chapter ONE)       | DE1 (36 Wo.)DE | AT5 (3 Wo.)AT | CH10 (2 Wo.)CH | Erstveröffentlichung: 2. Juni 2022                      |

## Auszeichnungen (Auswahl)
- Echo Pop
  - 2010: Bestes Video (national) für die Single Hey du! von Sido[19][20]
  - 2012: Bestes Video (national) für die Single So mach ich es von 23[21][22]
- 1 Live Krone 2022 „Bester Live-Act“ als Teil von SDP[23]